# فرانشيسكو هيريرا لوك
فرانشيسكو خوسيه هيريرا لوكي (Francisco José Herrera Luque) (كاراكاس 14 كانون الأول / ديسمبر 1927 – كراكاس, 15 نيسان / أبريل 1991) كاتب وطبيب نفسي ودبلوماسي فنزويلي. وهو مؤلف عدة روايات تاريخية معروفة، بما فيهم: Boves, el Urogallo (1972), سادة الوادي Los Amos del Valle (1979), قمر فاوست La Luna de Fausto (1983).
وهو أبن فرانسيسكو هيريرا غيريرو وماريا لويزا لوكي كارفالو. تزوج من ماريا مارغريتا تران أوستريا في عام 1956، ورزق بخمسة أطفال.
درس هيريرا لوكي في جامعة فنزويلا المركزية (UCV) وفي وقت لاحق في جامعة سالامانكا (1952)، حيث حصل على لقب طبيب. في مدريد كان تخصص في الطب النفسي، وهو الحقل الذي كتب العديد من الأوراق العلمية فيه.
وكانت أطروحة الدكتوراه كأساس كتابه: المسافرون من جزر الهند Los Viajeros de Indias (1961) وهو عن سيكوباتي يترك بين سكان فنزويلا من قبل الغزاة الإسبان. اهتمامه في دراسة وفهم أصول الناس من أمريكا اللاتينية جعله يذهب إلى دراسة التراث وعلم الوراثة.
أسس هيريرا لوكي قسم الطب النفسي في جامعة فنزويلا المركزية، ليصبح أستاذ متفرغ. وتم تعيينه كسفير فنزويلا في المكسيك في منتصف السبعينيات.
ككاتب وروائي، كان عمله التاريخي يقوم على توثيق وتدقيق البحوث. أواخر كتبه: أربعة ملوك من سطح السفينة Los Cuatro reyes de la baraja, يعيش بوليفار Bolívar en vivo, 1998, رحلة ألكاتراز El Vuelo del Alcatraz, وقد نشرت بعد وفاته.
خلال السنوات الأخيرة من حياته وبعد وفاته اكتسبت أعماله شعبية كبيرة، مما جعله واحداً من أكثر الكتاب مبيعاً في فنزويلا. نجاحه نتج عن مزيج من القصص النموذجية الفنزويلية مع الحقائق التاريخية؛ يتطلع هيريرا لوكي في أعماله، إلى التاريخ الرسمي للبلاد وخلق حكاية موازية.
توفي فرانشيسكو هيريرا لوكي في كاراكاس أثر نوبة قلبية في 15 نيسان / أبريل 1991.
في عام 1992 تم إنشاء مؤسسة فرانسيسكو هيريرا لوكي. وفي عام 2010 تم تحويل رواية Boves, el Urogallo إلى فيلم للمخرج لويس ألبرتو لاماتا بعنوان Taita Boves.

## الفهرس
- المسافرون من جزر الهند (1961)
- البصمة الدائمة (1969)
- شخصيات نفسية (1969)
- Boves, el Urogallo (1972)
- في البيت أسماك تبصق المياه (1975)
- سادة الوادي (1979)
- التاريخ الأسطوري (أعداد III,II,I), (1981-1983)
- بوليفار اللحم والعظام ومقالات أخرى (1983)
- قمر فاوست (1983)
- مانويل بيار، الحاكم المستبد ذو لونين (1987)
- الملوك الأربعة من سطح السفينة (1991)
- 1998 (1992)
- الحياة في بوليفار (1997)
- رحلة ألكاتراز (2001)